# Isochromodes fulvidula
Isochromodes fulvidula là một loài bướm đêm trong họ Geometridae.